# چاخیرلی (ایمیشلی)
چاخیرلی (به ترکی آذربایجانی: Çaxırlı) یک منطقه مسکونی در جمهوری آذربایجان است که در شهرستان ایمیشلی واقع شده است. چاخیرلی ۱۵۵۰ نفر جمعیت دارد.